# Ida Šimunčić
Ida Šimunčić (* 9. April 1996) ist eine kroatische Leichtathletin, welche sich auf den Kurzstreckenlauf und den Hürdenlauf spezialisiert hat.

## Karriere
Im Jahr 2018 konnte sie erstmals kroatische Meisterin werden. Am 29. Juli 2018 startete sie bei den kroatischen Meisterschaften in Zagreb im 400-Meter-Hürdenlauf und siegte in persönlicher Bestzeit von 58,62 Sekunden. Bei den kroatischen Meisterschaften startete sie zudem im 200-Meter-Lauf und im 400-Meter-Lauf.

## Bestleistungen

### Freiluft
- 100-Meter-Lauf: 13,17 s am 8. Oktober 2016 in  Varaždin
- 200-Meter-Lauf: 24,55 s am 29. Juli 2018 in  Zagreb
- 400-Meter-Lauf: 55,65 s am 30. Juni 2018 in  Zagreb
- 100-Meter-Hürdenlauf: 14,53 s am 11. Juni 2016  Varaždin
- 400-Meter-Hürdenlauf: 58,62 s am 29. Juli 2018  Zagreb

### Halle
- 400-Meter-Lauf: 56,15 s am 30. Juni 2018 in  Zagreb
- 60-Meter-Hürdenlauf: 8,76 s am 11. Juni 2016  Varaždin